# Samuel Pickwick

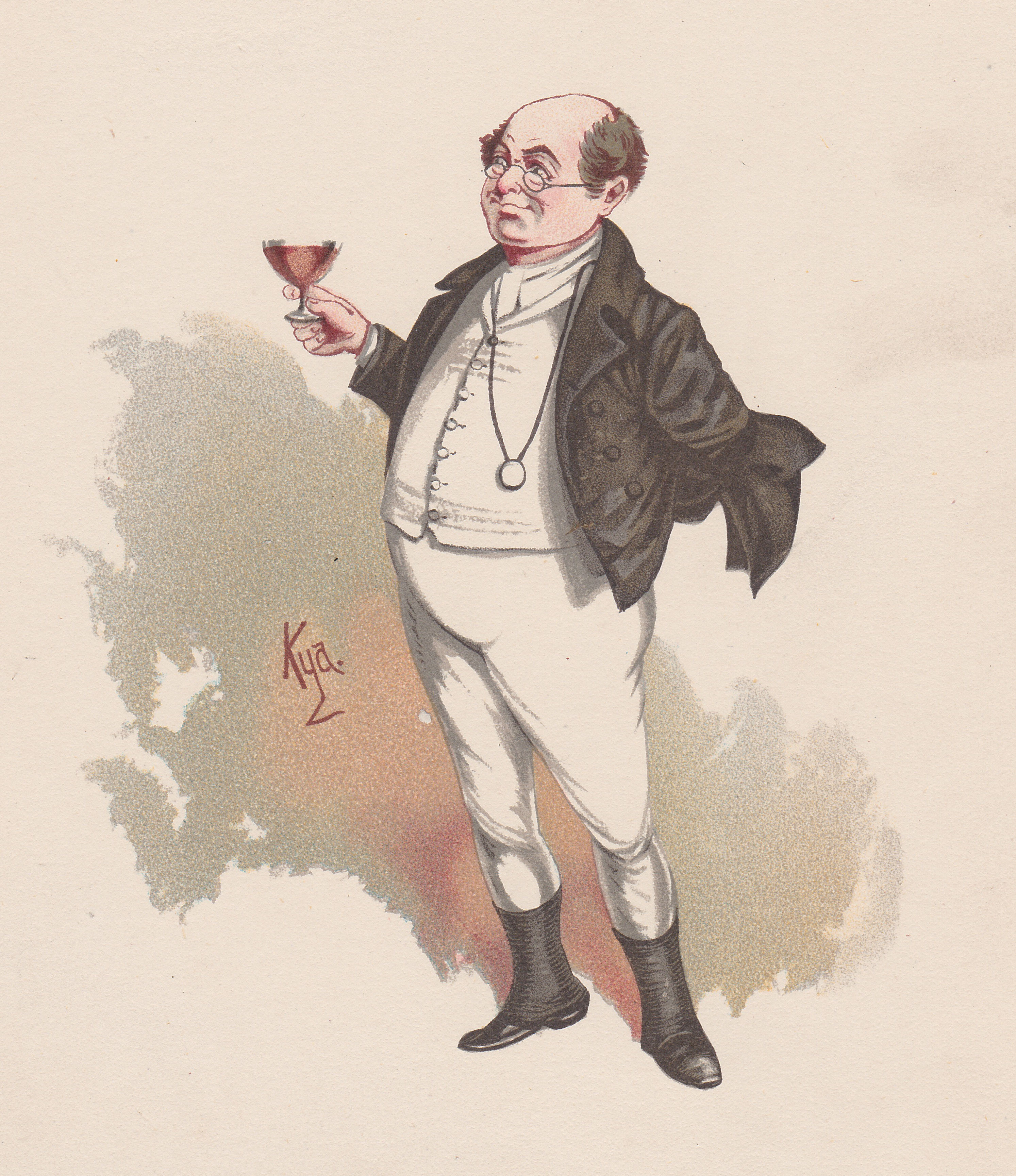
Mr. Pickwick según una ilustración de Joseph Clayton Clarke, 'Kyd' (1889)

Samuel Pickwick es el personaje protagonista de Los papeles del Club Pickwick (1836), la primera novela de Charles Dickens. Pickwick es un exitoso empresario retirado, fundador y presidente del Club Pickwick.

## Personaje

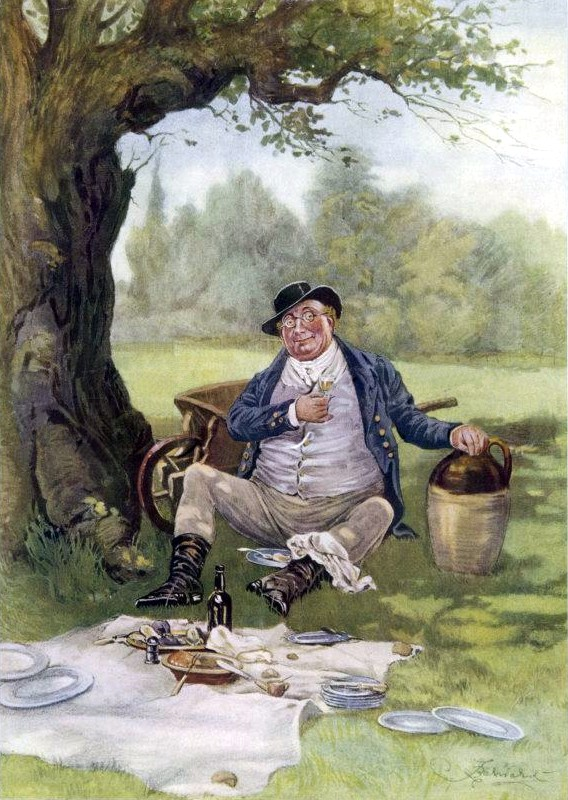
Mr Pickwick ilustrado por Fred Barnard

Se cree que toma su nombre del empresario británico Eleazer Pickwick (c.1749-1837). Aunque es el personaje principal de Los papeles del Club Pickwick, Samuel Pickwick es sobre todo una figura pasiva e inocente en la historia alrededor de la que se mueven otros personajes más activos. Con una simplicidad casi infantil, Pickwick es leal y protector con sus amigos, pero a menudo le engañan timadores y aprovechados. Siempre es galante con las mujeres, jóvenes o mayores, pero también puede mostrar una gran indecisión en su trato con ellas.
Para extender sus investigaciones a los fenómenos pintorescos y curiosos de la vida, Pickwick crea el Club Pickwick, cuyos miembros viajarán a lugares lejos de Londres e informarán de sus hallazgos a los demás miembros del club.
Pickwick va de un cómico desastre a otro mientras persigue la aventura y el honor que han obtenido los otros miembros del club. La apoteosis de sus andanzas se produce en la prisión del Fleet donde, como resultado del proceso por incumplimiento de esponsales contra su casera, Mrs. Bardell, termina encarcelado por negarse a pagarle daños y perjuicios. Pickwick encuentra en Fleet a su némesis, Alfred Jingle, uno de los internos. Movido por la compasión, Pickwick acaba por perdonarlo, paga su fianza y más tarde lo organiza todo para que Jingle y su criado Trotter busquen fortuna en las Indias Occidentales.
Cuando la propia Mrs. Bardell es enviada a la prisión del Fleet, Pickwick se entera de que la única forma de aliviar su sufrimiento es pagar los costes del proceso, liberándolos a ambos de la cárcel.
Siempre en la brecha para solucionar los problemas está el capaz sirviente de Pickwick, Sam Weller. La relación entre el idealista y cándido Pickwick y el astuto cockney Weller se ha comparado con la de Don Quijote y Sancho Panza. Hacia el final de la novela, Pickwick considera a Sam Weller casi como un hijo, sentimiento compartido por el criado.

## Representaciones en los medios

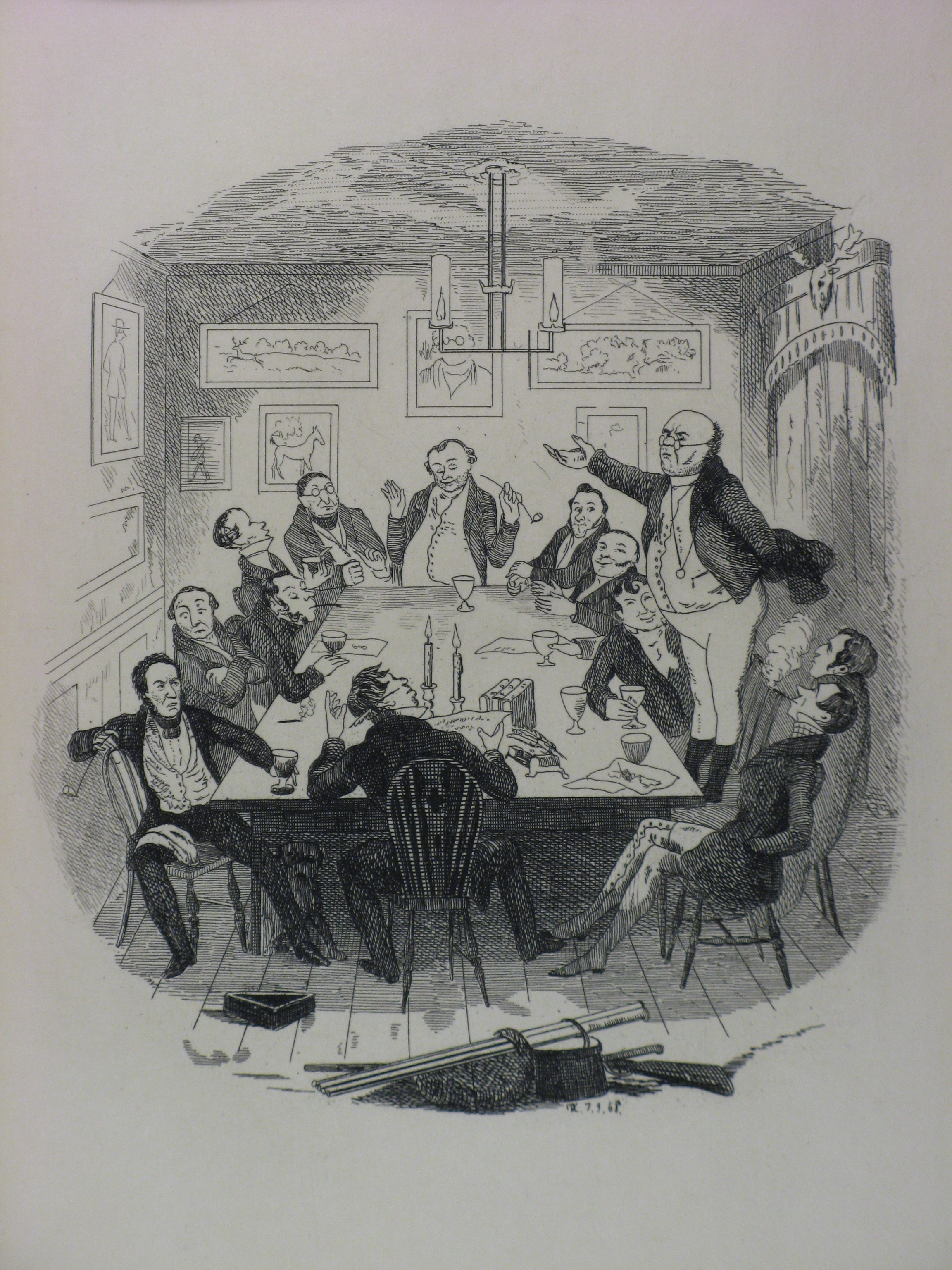
Ilustración de Robert Seymour que representa a Pickwick dirigiéndose al Club Pickwick

El personaje de Pickwick ha sido representado en teatro, cine y televisión por actores de primer orden, como John Bunny (1913), Charles Laughton (1928), Ray Collins (1938), Harry Secombe (1963) y Arthur Brough (1970).

### Otras representaciones
- El compositor francés Claude Debussy dedicó a este personaje una pieza humorística de piano, Hommage à S. Pickwick Esq. P.P.M.P.C. (n.° 9 de Préludes, 2ème Livre, publicada en 1913).
- En la mansión encantada del parque de atracciones de Disneyland en California, puede verse a un rollizo borrachín columpiándose en la araña del salón de baile. Un mural lo identifica como "Pickwick", muy probablemente en referencia al personaje de Dickens.

- El pub Mr. Pickwick, establecido en Ginebra como el pub inglés más antiguo de Suiza, toma su nombre de este personaje.